# Saltació (biologia)
En biologia, s'anomena saltació (del llatí saltus) una gran variació en les característiques d'un grup d'éssers vius entre una generació i la següent. Es denomina saltacionisme la hipòtesi que, en la teoria evolutiva, s'oposa al gradualisme darwinista i proposa la saltació com a mecanisme d'especiació.